# František Dolejš
Pavel Hanák (17. února 1915[nenalezeno v uvedeném zdroji] Kvasiny – 25. června 1948 státní hranice u obce Diana) byl český fotograf, který byl v roce 1948 zastřelen při snaze o překročení státní hranice do Západního Německa při útěku z Československa.
Narodil se v roce 1915. Byl ženatý, žil na Smíchově a měl nejméně jednoho bratra, Jaroslava. Živil se jako fotograf a v Praze vlastnil fotoateliér. Jeho bratr Jaroslav z Československa uprchnul v březnu 1948. V červnu 1948 se ovšem do země vrátil s cílem Františka, jeho manželku a jednu další ženu převést přes státní hranici na Železné oponě.
Dne 24. června 1948 odcestovala skupina přes Plzeň ke státní hranici nedaleko Rozvadova. V brzkých ranních hodinách 25. června 1948 byli v hraničním pásmu zpozorování členy Pohraniční stráže. Poté, co byl Dolejš se zbývajícími uprchlíky zpozorován, měla skupina na členy Pohraniční stráže zahájit střelbu. František a jeho žena se nicméně později vzdali a byli zadrženi. Dolejš poté napadl skleněnou lahví jednoho z pohraničníků, který na něj posléze jednou vystřelil ze samopalu. Dolejš zraněním způsobeným střelou na místě podlehl. Pohřben byl o tři dny později v Bělé nad Radbuzou.
Dvěma ženám byly uděleny tresty odnětí svobody v délce 14 dnů, bratr Jaroslav byl ovšem odsouzen k trestu smrti a od popravy jej nakonec zachránila prezidentská milost Klementa Gottwalda, která trest změnila na doživotí, rehabilitován byl po sametové revoluci v dubnu 1998. Pohraničník, který Dolejše zastřelil, za svůj čin nikdy odsouzen nebyl.